# هارولد کارگر
هارولد کارگر (انگلیسی: Harald Karger؛ زادهٔ ۱۴ اکتبر ۱۹۵۶) بازیکن فوتبال اهل آلمان است.
از باشگاه‌هایی که در آن بازی کرده‌است می‌توان به باشگاه فوتبال آینتراخت فرانکفورت اشاره کرد.